# Писаровина
Писаровина је насељено место и седиште општине у Загребачкој жупанији, Хрватска. До територијалне реорганизације у Хрватској налазила се у саставу бивше велике општине Јастребарско.

## Становништво
На попису становништва 2011. године, општина Писаровина је имала 3.689 становника, од чега у самој Писаровини 440.

## Попис1991.
На попису становништва 1991. године, насељено место Писаровина је имало 451 становника, следећег националног састава:
| Попис 1991.‍  | Попис 1991.‍  | Попис 1991.‍ | Попис 1991.‍ | Попис 1991.‍ |
| ------------ | ------------ | ----------- | ----------- | ----------- |
|              |              |             |             |             |
| Хрвати       | Хрвати       |             | 430         | 95,34%      |
| Срби         | Срби         |             | 9           | 1,99%       |
| Југословени  | Југословени  |             | 1           | 0,22%       |
| Русини       | Русини       |             | 1           | 0,22%       |
| Словенци     | Словенци     |             | 1           | 0,22%       |
| неопредељени | неопредељени |             | 9           | 1,99%       |
| укупно: 451  |              |             |             |             |